# Nectridea
Nectridea — вимерлий ряд тетраподоморфних лепоспондилів кам'яновугільного та пермського періодів, включаючи таких тварин, як дипломаули. За зовнішнім виглядом вони були б схожі на сучасних тритонів або водяних саламандр, хоча вони не є близькими родичами сучасних земноводних. Для них були характерні довгі сплощені хвости, які допомагали плавати, а також численні особливості хребців.

## Галерея

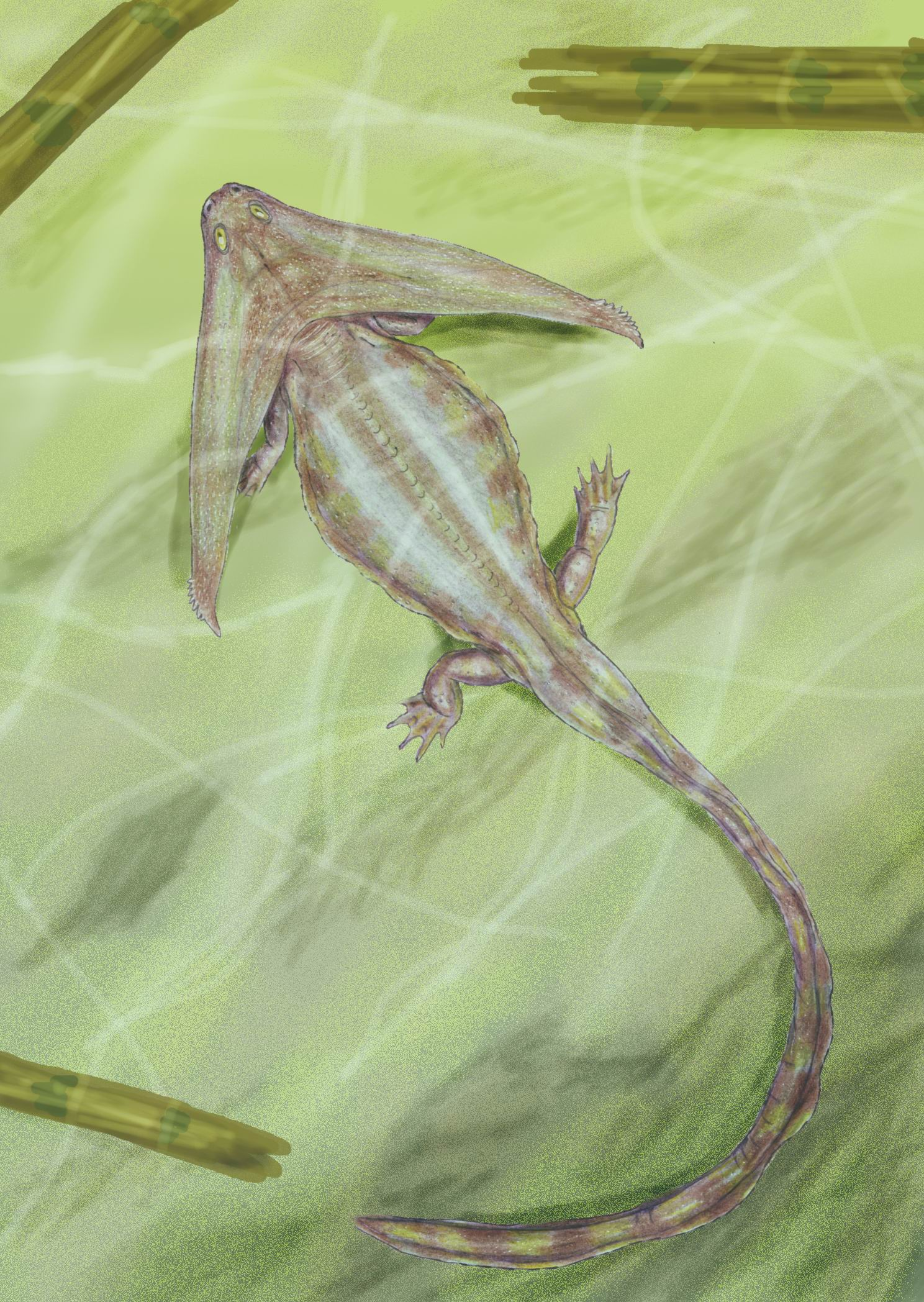
Художнє представлення Diplocaulus
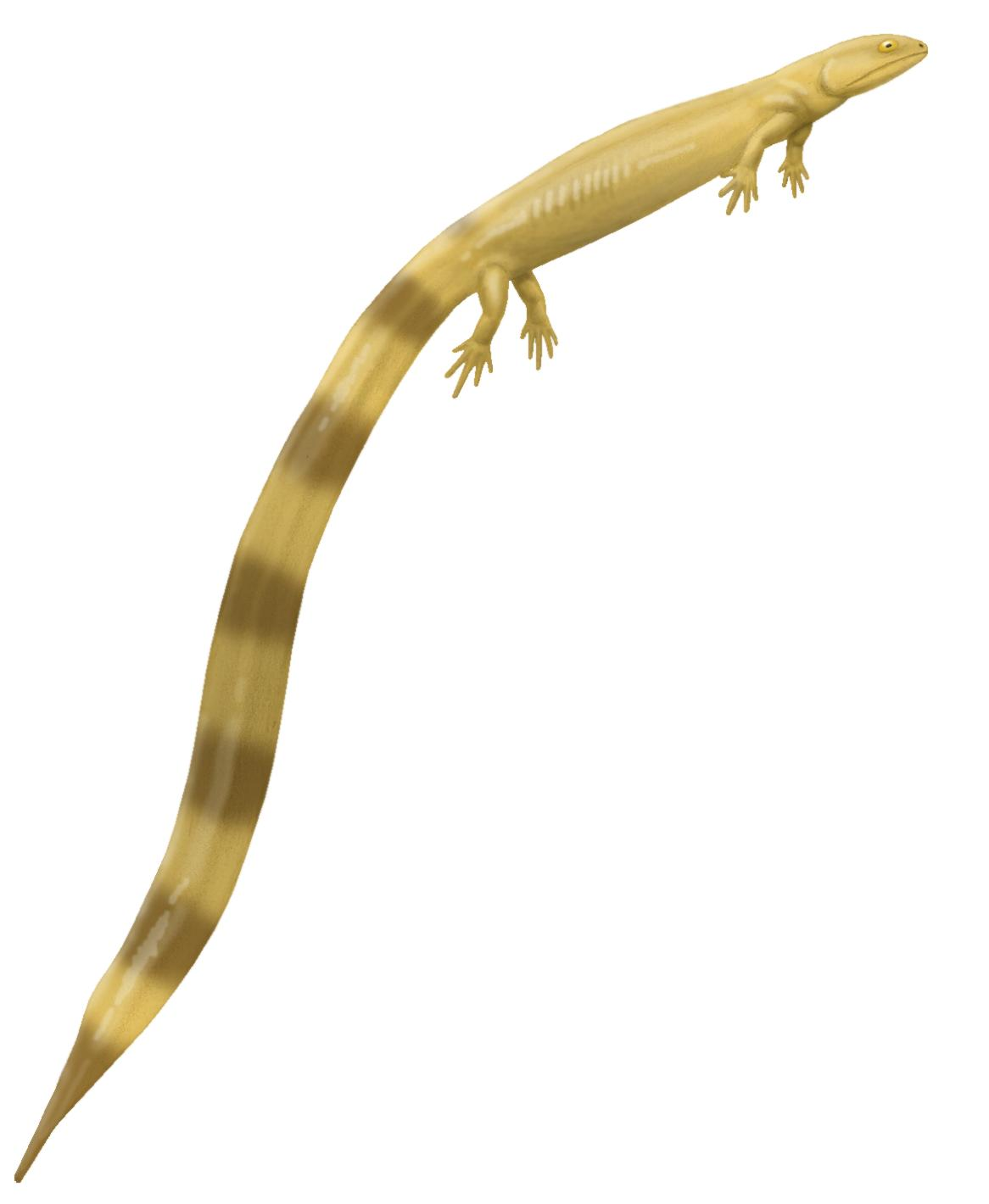
Художнє представлення Urocordylus
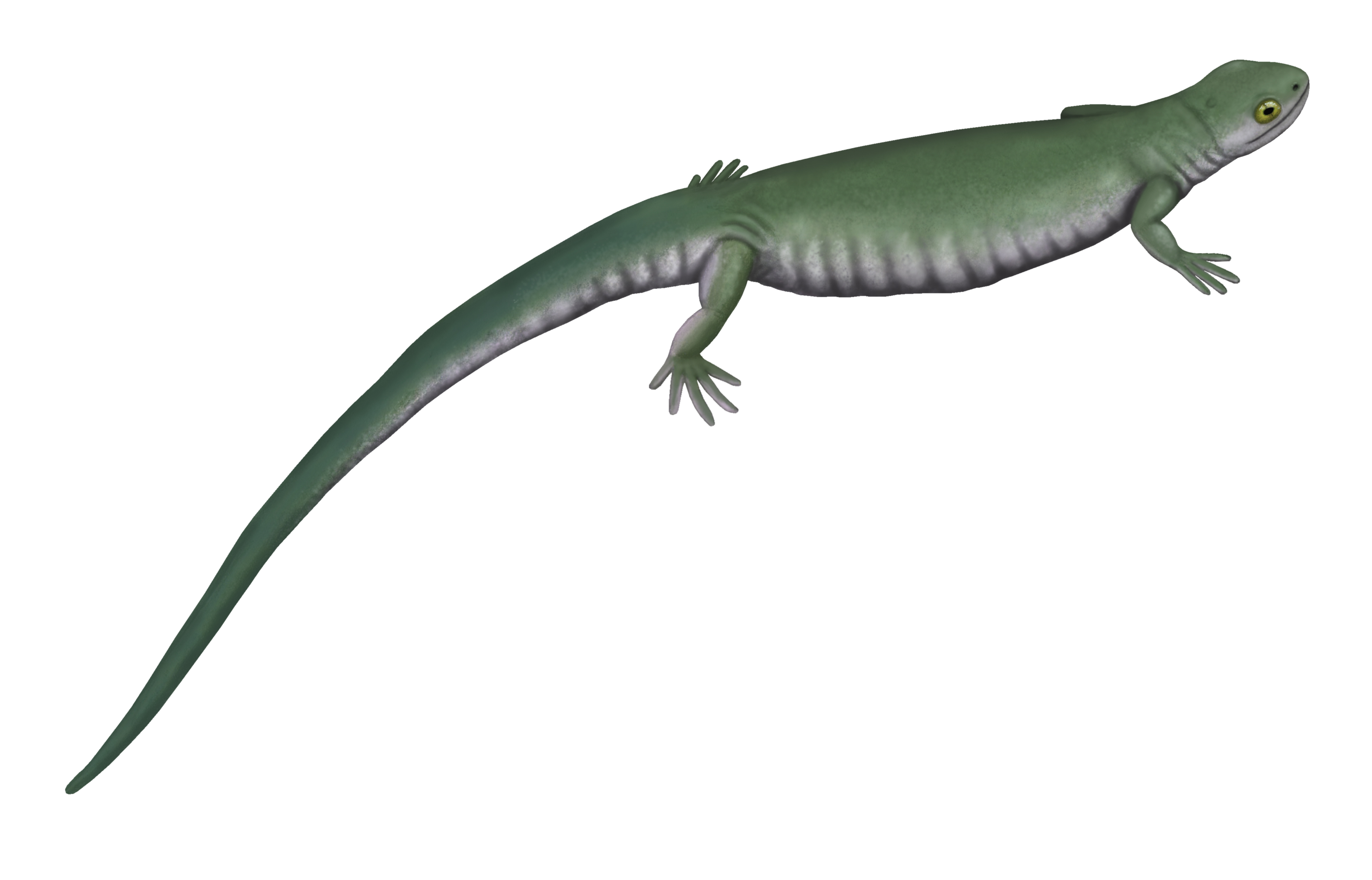
Художнє представлення Scincosaurus